# Solikamsk
Solikamsk (en rus: Соликамск) és una ciutat de Rússia a la vora del riu Kama, a 368 km de Perm. És la tercera més gran del krai de Perm. Solikamsk tenia 97.269 habitants en el cens del 2008. És centre administratiu del raió homònim. El nom li ve donat per la contracció de соль (sol, 'sal') i Kama (el riu que passa per la ciutat). Les ciutats més properes són Bereznikí i Usòlie.

## Història
La ciutat va ser fundada després del descobriment d'un immens jaciment de sal en les seves proximitats, el 1430. La ciutat es va desenvolupar ràpidament gràcies al negoci de l'extracció de sal i a la seva posició privilegiada en la ruta cap a Sibèria. És ciutat des del 1573. L'any 1925, es va trobar en la zona el major jaciment del món de potassi, així com un altre de sals de magnesi, i donà lloc a la creació de centres d'extracció d'aquests minerals. L'any 1941, s'hi construïx una paperera. Durant el règim soviètic, es crea un gulag, com a camp de treball en els voltants. L'extracció de magnesi ha contaminat l'ambient de l'àrea, l'aire, els rius, així que des de l'escissió de l'URSS s'hi ha donat un descens de la població.

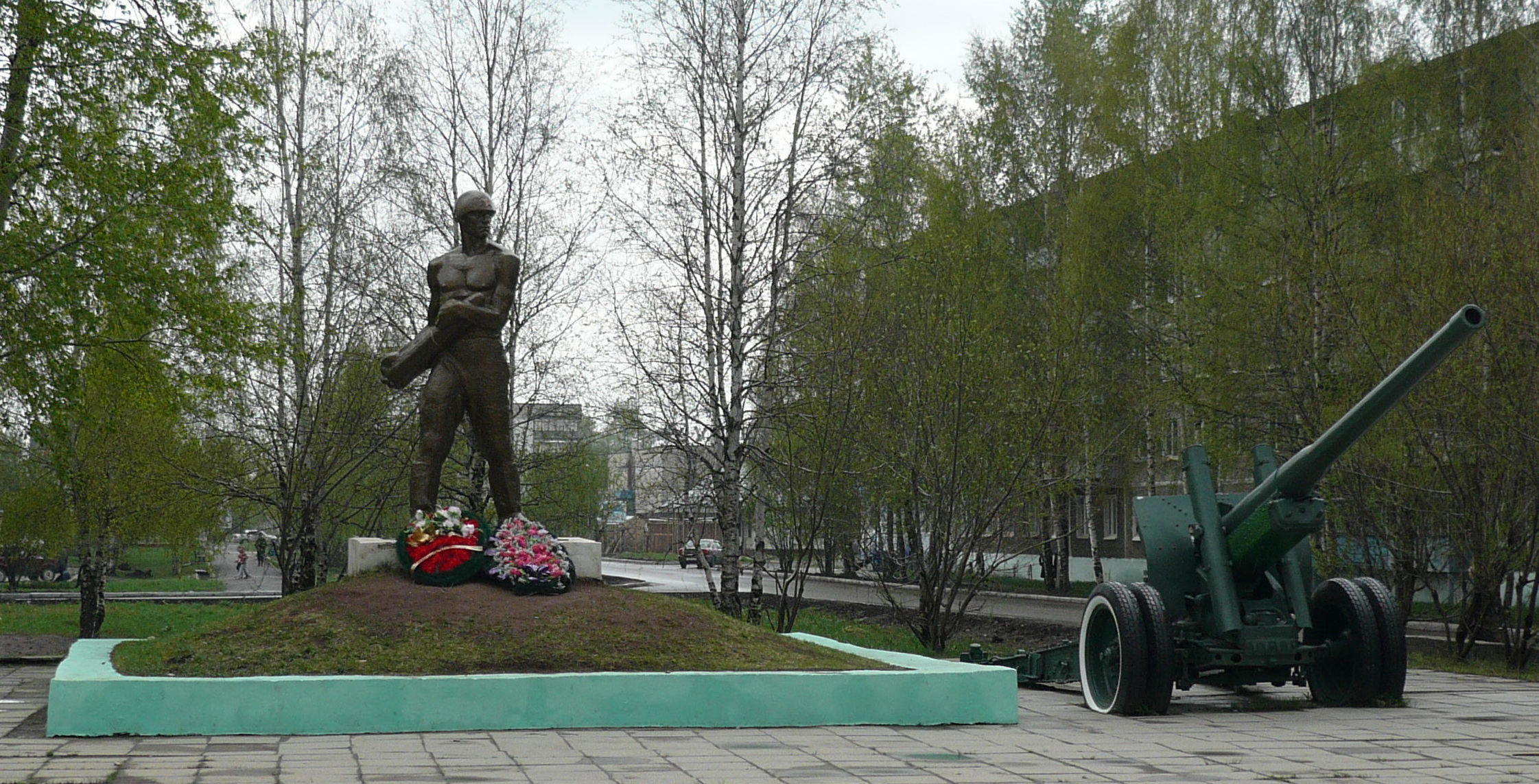
Solikamsk
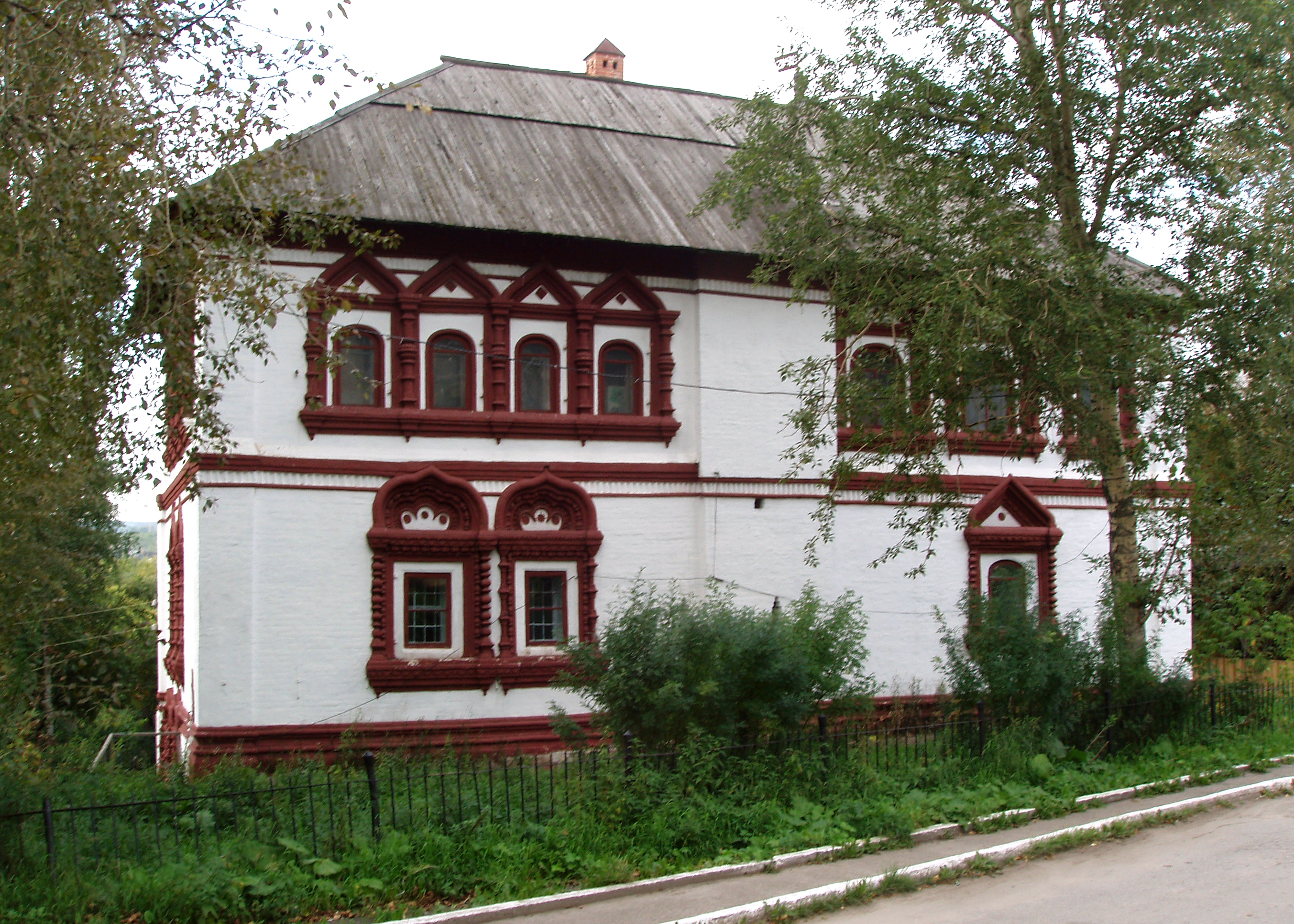
Casa del voivoda a Solikamsk